# Skstellnemuk
Skstellnemuk (Sxstélenemx, Sxstê'llnEmux, Shuswap Lake), jedna od 7 izvornih šusvapskih skupina s rijeka South Thompson i Spallumcheen i jezera Shuswap u kanadskoj provinciji Britanska Kolumbija. Teit 1909 ih naziva Sxstélenemx. Swanton za njihove bande South Thompson (Halaut), Adams Lake, Shuswap Lake (Kwaut), Spallumcheen (Spelemtcin), Arrow Lake.